# Ahliesaurus berryi
Ahliesaurus berryi — вид авлопоподібних риб родини Notosudidae. Це морський, батипелагічний вид, що поширений у тропічних та субтропічних водах всіх океанів на глибині до 2000 м. Тіло завдожки до 26,7 см.